# Buitenkamp Treskau
Buitenkamp Treskau (Duits: Außenlager Treskau)  was een subkamp in van het in Neder-Silezië gesitueerde concentratiekamp Groß-Rosen.

## Geschiedenis
Het kamp werd opgericht in augustus 1943 in de plaats Treskau, tegenwoordig Owińska, woiwodschap Groot-Polen, in een voormalig psychiatrische instelling, tijdens de oorlog in gebruik als Junkersschule SS. Het kamp bevatte alleen mannelijke gevangenen, voornamelijk Poolse, maar ook kleinere groepen Russen, Tsjechen, Oekraïners en Duitsers die bouwwerkzaamheden moesten verrichten in en rond de school. Hun belangrijkste taak was extra gebouwen voor Junkersschule te bouwen: stallen, een garage, en zelfs een bioscoop. Tevens werd een kleine groep buiten het kamp tewerkgesteld in de omgeving van Owińska.
Op 20 januari 1945 werd het kamp opgeheven en werden de gevangenen gedwongen deel te nemen aan een dodenmars richting Posen (nu Poznań). Van daaruit werden ze per trein overgebracht naar het concentratiekamp Sachsenhausen.
Het gebouw waarin de gevangenen moesten werken, werd in de periode 1952-1993 door de Poolse overheid gebruikt als (basis)school. Sinds 1993 staat het leeg en raakt het langzaam in verval.